# 陳榕姍

## 演出作品

### 電視電影
| 年份   | 劇名       | 角色     | 導演   | 備註 |
| 2018年 | 靈佔       | 戴若梅   | 洪子鵬 |      |
| 2022年 | 第二顆鈕扣 | 藤元綾香 | 陳宏一 |      |

### 電視劇
| 年份   | 電視臺                                       | 劇名                        | 飾演             | 導演                   | 備註         |
| 2015年 | 三立都會台                                   | 好想談戀愛                  | 小珮             | 柯政銘                 |              |
| 2016年 | 大愛電視台                                   | 我家的方程式                | 陳瓊怡           | 黃克義                 |              |
| 2016年 | 台視、公視、八大電視台                       | 戀愛沙塵暴                  | 小咪             | 北村豐晴               | 植劇場       |
| 2017年 | 大愛電視台                                   | 若是來恆春                  | 郭姿吟           | 張晉榮                 |              |
| 2018年 | 大愛電視台                                   | 阿英的成長日記              | 巧芸             | 明金城                 |              |
| 2018年 | 大愛電視台                                   | 超完美任務                  | 倪詩涵           | 張晉榮                 |              |
| 2018年 | 大愛電視台                                   | 幸福遲到了                  | 香香             | 林書宏                 |              |
| 2019年 | 大愛電視台                                   | 掌中人生                    | 秀玲             | 黃克義                 |              |
| 2019年 | 大愛電視台                                   | 最美的相遇                  | 修貞             | 林書宏                 |              |
| 2019年 | 公視                                         | 空針                        | 周曉萱           | 王晟恩                 | 公視學生劇展 |
| 2019年 | 華視、三立都會台                             | 用九柑仔店                  | 二房東           | 曾英庭、高炳權         | 第六集       |
| 2019年 | 大愛電視台                                   | 與愛同行 (2019年大愛電視劇) | 辦公室小妹       | 黃克義                 |              |
| 2019年 | 華視                                         | 莒光園地 保防單元劇｜慎防   | 吳欣卉           |                        |              |
| 2019年 | TVBS歡樂台                                   | 微笑的天堂                  | 年輕潘智恩       | 姜瑞智                 | 第三集       |
| 2020年 | Netflix                                      | 誰是被害者                  | 記者             | 莊絢維、陳冠仲         |              |
| 2020年 | 華視                                         | 莒光園地 權保單元劇｜界線   | 陳婷婷           |                        |              |
| 2021年 | 公共電視台                                   | 火神的眼淚                  | 王小姐           | 蔡銀娟                 | 第七集       |
| 2021年 | 公共電視台                                   | 天橋上的魔術師              | 買鞋情侶         | 楊雅喆                 |              |
| 2021年 | 八大戲劇台、衛視中文台                       | 她們創業的那些鳥事          | 國中小蔦         | 許肇任、馮家瑞、林志儒 |              |
| 2021年 | 三立都會台                                   | 未來媽媽                    | Lily             | 吳建新                 |              |
| 2021年 | WeTV                                         | 第二名的逆襲                | 小陸             | 姜瑞智                 |              |
| 2022年 | Disney+、衛視中文台                          | 正義的算法                  | 雯欣老師         | 許富翔                 |              |
| 2022年 | 東森戲劇台、緯來綜合台、MyVideo、中華電信MOD | 歡迎光臨二代咖啡            | 琪琪             | 邱晧洲                 |              |
| 2023年 | 東森戲劇台                                   | W劇場：沒有你依然燦爛       | 雯欣老師、艾蜜莉 | 許富翔                 |              |
| 2023年 | 華視主頻、八大戲劇台                         | 有生之年                    | 簡曼佳           | 許肇任、林志儒         |              |
| 2023年 | 三立都會台                                   | 鬼之執行長                  | 執行長秘書顧妍   | 郝心翔                 |              |
| 2025年 | 大愛電視台                                   | 他的靈魂與他的書店          | 張加綾           | 林志儒                 |              |

### 短片
- 2012年 世新大學《藥水》
- 2015年 輔仁大學《惡瞳》
- 2016年 世新大學《青鳥欲飛》
- 2016年 輔仁大學《我們的紀念日》
- 2016年 政治大學《尋》
- 2016年 世新大學《小海的阿嬤》
- 2017年 PANDORA - 親愛的，妳願意成為現在的自己嗎？
- 2017年 毒品防制短劇集 - 已讀攻毒
- 2017年 微博單元劇 - 三分微劇《不作不愛》飾 田婭婭
- 2019年 昇恆昌 - 職場百獸圖
- 2019年 妞新聞 - 妞耳語
- 2020年 波波黛莉 - 情侶怎麼了嗎
- 2021年 19again - 朋友們
- 2021年 Gagaoolala - 《愛在Uncle瑪莎唱歌時》飾 安琪
- 2021年 myfone行動創作獎 - 能不能重來
- 2023年 文化部 - 走讀台灣
- 2023年 新北市政府 - 《眾神引路人-情字這條路》飾 奈緒
- 2023年 臺中市文化局 - 《書寫臺中城－筆尖上的城市線》

### 音樂錄影帶
- 2013年 安妮朵拉樂團【聰明的寂寞】
- 2015年 簡伊雪【還是愛著你】
- 2016年 李榮浩【爸爸媽媽】
- 2016年 蕭煌奇【下個街角】
- 2016年 有感覺樂團【錯了嗎】
- 2017年 好樂團【蒸發】
- 2017年 有感覺樂團【負能量】
- 2018年 鄭興【現象學】
- 2018年 三原慧悟【怎麼忘記你】
- 2018年 簡伊雪【不想逃】
- 2018年 簡伊雪【嘴笑目笑】
- 2019年 有感覺樂團【再勇敢一點點】
- 2019年 張涵雅【孤一个】
- 2022年 曾沛慈【今天的陽光就是特別耀眼特別和諧】

### 廣告
- 2015年 龍角散 - 節氣生活篇
- 2015年 噪咖 - 我的美麗日記面膜－紙片女孩篇
- 2016年 白花油甦醒凝露 - 閨蜜篇
- 2016年 綠色和平組織 - 節能辦公室篇
- 2016年 Biore淨膚鎖水洗顏系列 - 晨光篇
- 2016年 波波黛莉 - 妮維雅深層保濕眼部卸妝液
- 2017年 中國攜程旅遊
- 2017年 桂冠火鍋料 - 舞龍篇
- 2017年 正官庄 - 活力隨行篇
- 2017年 家樂福 - YNC過年篇
- 2017年 中將湯 - 姐妹篇
- 2017年 AB優酪乳 - 甜蜜的謊言篇
- 2017年 台中市特產 - 甜蜜的等待篇
- 2017年 波波黛莉 - PUAL
- 2017年 波波黛莉 - Zenfone
- 2017年 波波黛莉 - Maybelline腮紅
- 2017年 波波黛莉 - Biore洗面乳
- 2017年 波波黛莉 - UNT指甲油
- 2018年 台北市政府花季宣傳影片 - 樂活夜櫻、陽明山櫻花季、杜鵑花季、海芋季
- 2018年 味丹青草茶 - 離別篇
- 2018年 全國電子 - 學長幫你吃土篇
- 2018年 小米台灣 - 米家人日常系列
- 2018年 那一劍江湖手遊
- 2018年 我的阿爸公車駕駛
- 2018年 健司 - 奶油千層酥100%甜蜜滋味篇
- 2018年 波波黛莉 - SASA美妝店
- 2018年 波波黛莉 - 雪芙蘭面膜
- 2019年 中央存保 - 婆媳篇
- 2019年 味丹多喝水 - 午後の水聚篇
- 2019年 星巴克星意禮
- 2019年 博士倫舒適能 - 亮眼聚焦大考驗篇
- 2019年 小美鑽石冰
- 2019年 波波黛莉 - 理膚寶水防曬隔離乳
- 2019年 妞新聞 - Etude House睫毛膏
- 2019年 哈哈台 - 肌研卵肌
- 2019年 波波黛莉 - Dyson整髮器
- 2020年 哈哈台 - Sofina漾緁隔離乳
- 2020年 波波黛莉 - 美國箭馬牌髮品
- 2020年 妞新聞 - 加倍佳壁虎軟糖
- 2020年 松蔦青語
- 2020年 全國電子 - 學長幫你美麗的誤會篇
- 2020年 佛蒙特咖哩 - 簡單篇、美味篇、媽媽篇、夏日野菜篇、咖哩烏龍麵篇
- 2020年 小熊餅乾 - 上班族篇
- 2020年 可口可樂 - 城市篇
- 2020年 舒潔克什米爾衛生紙 - 不想長大篇
- 2020年 中國資生堂安耐曬 - 閨蜜篇
- 2021年 FIN - 踩點篇
- 2021年 小米台灣 - 追劇篇、旅行篇
- 2021年 ScoopAway貓砂
- 2021年 中國貿澤電子
- 2022年 樂事洋芋片 - 最樂事篇
- 2022年 蘇菲衛生棉 - 剪髮篇、騎車篇、會議篇
- 2022年 福特汽車 - 對車談情篇
- 2022年 綠油精
- 2022年 Nu Skin 30週年影片
- 2022年 中國全家便當
- 2022年 威德保健品
- 2025年 肯德基 - 檸檬雲朵蛋撻、原味蛋撻

### 配音
- 2017年 陶博館醃脆梅活動廣告 - 旁白
- 2018年 捲捲蛋糕廣告 - 旁白
- 2018年 露得清深層淨化洗面乳蘋果篇 - 卡通配音
- 2018年 全家嚕嚕米級點廣告 - 對嘴後配
- 2018年 大愛戲劇《幸福遲到了》 - 角色對嘴後配：小可
- 2019年 龍角散草本喉糖廣告 - 字卡
- 2019年 中華電信MOD蠻好D廣告 - 字卡
- 2020年 愛盲協會有聲書《苦雨之地》吳明益 著
- 2020年 愛盲協會有聲書《願受傷後能重新活一遍》邱子瑜 著
- 2020年 愛盲協會有聲書《當時小明月》林佳樺 著
- 2020年 雷諾瓦拼圖30週年廣告 - 字卡
- 2021年 愛盲協會有聲書《碎片》湊佳苗 著
- 2021年 宏全資訊教學課程有聲書
- 2021年 FIN廣告 - 字卡水寶寶配音
- 2021年 龍角散棒球賽用廣告 - 字卡
- 2021年 ScoopAway貓砂廣告 - 字卡
- 2022年 宏全資訊教學課程有聲書
- 2022年 富邦J points信用卡廣告 - 旁白
- 2023年 宏全資訊教學課程有聲書
- 2023年 台師大教育學院影片 - 旁白
- 2024年 宏全資訊教學課程有聲書
- 2025年 宏全資訊教學課程有聲書

## 外部連結
- 陳榕姍的Instagram帳戶zonsanchen